# Stephania
Stephania és un gènere de plantes dins la família Menispermaceae, són plantes natives de l'est i sud d'Àsia i Australàsia. Són lianes perennes i herbàcies que fan uns 4 metres de llargada amb un càudex gros i llenyós. Les fulles es disposen en espiral. El nom científic Stephania prové del grec, "una corona". Es refereix a les anteres disposades en forma de corona.
A Espanya les arrels de tot el gènere es troben dins la llista de plantes de venda regulada.
L'espècie S. tetrandra, es troba dins les 50 herbes fonamentals de la medicina tradicional xinesa: han fang ji (漢防己.

## Toxicitat

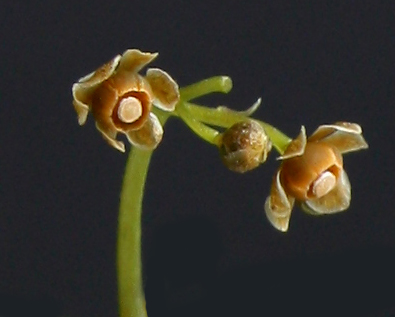
Flors femenines dStephania delavayi

Probablement totes les espècies contenen el toxic àcid aristolòquic i poden ser perjudicials per al ronyó i mortals.

## Algunes espècies
| - Stephania aculeata FM Bailey - Stephania bancroftii FM Bailey - Stephania brevipes Craib - Stephania capitata (Blume) Spreng. - Stephania cephalantha Hayata - Stephamia corymbosa (Blume) Walp. - Stephania crebra Forman - Stephania elegans Hook.f. & Thomson - Stephania glabra (Roxb.) Miers - Stephania glandulifera Miers - Stephania gracilenta Miers - Stephania hernandiifolia (Willd.) Walp. - Stephania hispidula (Yamamoto) Yamamoto - Stephania japonica (Thunb.) Miers | - Stephania longa Lour. - Stephania merrillii Diels - Stephania oblata Craib - Stephania papillosa Craib - Stephania pierrei Diels - Stephania reticulata Forman - Stephania rotunda Lour. - Stephania sinica Diels - Stephania suberosa L.L.Forman - Stephania subpeltata H.S.Lo - Stephania tetrandra S. Moore - Stephania tomentella Forman - Stephania venosa (Blume) Spreng. |

## Enllaços e3xterns
- Plantilla:APNI
- Flora of China: Stephania species list
- Flora of Nepal: Stephania species list